# Sacco (Kampanien)
Sacco ist eine italienische Gemeinde mit 431 Einwohnern (Stand 31. Dezember 2023) in der Provinz Salerno in der Region Kampanien.

## Geografie
Die Nachbargemeinden sind Corleto Monforte, Laurino, Piaggine, Roscigno und Teggiano.  Der Ort gehört zum Nationalpark Cilento und Vallo di Diano und ist Teil der Comunità Montana del Calore Salernitano.